# A920 road
Die A920 road ist eine A-Straße in den schottischen Council Areas Aberdeenshire und Moray.

## Verlauf
Die A920 zweigt östlich von Ellon von der A948 an einem Kreisverkehr ab. Rund 200 m östlich dieses Kreisverkehrs stellt die A948 an einem weiteren Kreisverkehr eine Verbindung mit der A90 (Edinburgh–Fraserburgh) her. Die A920 führt anschließend durch Ellon, wo sie eine der Hauptverkehrsstraßen bildet. Nach der Querung des Flusses Ythan schlägt die Straße eine westliche Richtung ein und führt durch die dünnbesiedelten Regionen Aberdeenshires. Auf ihrem Weg bindet sie zahlreiche Gehöfte und Weiler an das Fernstraßennetz an.
Die A920 umfährt Pitmedden und erreicht schließlich Oldmeldrum, wo sie die A947 (Aberdeen–Macduff) kreuzt. Im Zentrum der Kleinstadt bildet sie die Hauptverkehrsstraße. Jenseits der Querung des Oberlaufes des Urie mündet die A920 in die A96 (Aberdeen–Inverness) ein und die beiden Straßen werden auf einer Strecke von rund 16 km zusammen geführt. Östlich von Huntly mündet die A97 (Banff–Dinnet) für wenige hundert Meter in die A96/A920 und verlässt die A96 am östlichen Stadtrand von Huntly. Die A920 verläuft ab hier parallel zur A97 durch die Innenstadt von Huntly, teils lediglich als Einbahnstraße in östliche Richtung. Am zentralen Platz von Huntly, The Square, zweigt die A97 nach Süden ab, während die A920 weiter nach Westen durch die Stadt verläuft. Sie kreuzt die südlich um Huntly geführte A96 am westlichen Stadtrand. 
Westlich von Huntly quert die A920 den Fluss Deveron, dem sie zunächst einige Kilometer weiter folgt, und erreicht schließlich die Council Area Moray. Dort folgt die Straße dem Lauf des Flusses Fiddich, den sie zweimal quert. Nach einer Gesamtstrecke von 75 km endet die A920 östlich von Dufftown an der Bridge of Burnend mit ihrer Einmündung in die A941 (Lossiemouth–Rhynie).